# Pythonodipsas carinata
Genre
Espèce
Pythonodipsas carinata, unique représentant du genre Pythonodipsas, est une espèce de serpents de la famille des Lamprophiidae.

## Répartition
Cette espèce se rencontre :
- dans le sud-ouest de la Zambie ;
- dans l'ouest de la Namibie ;
- dans le sud-ouest de l'Angola.

## Publication originale
- Günther, 1868 : Sixth account of new species of snakes in the collection of the British Museum. Annals and Magazine of Natural History, ser. 4, vol. 1, p. 413-429 (texte intégral).